# Eichstadt (cràter)
Eichstadt és un cràter d'impacte lunar que es troba a la secció oriental de la serralada denominada Montes Cordillera que envolta la conca d'impacte del Mare Orientale. Es troba cap a l'extremitat sud-oest de la Lluna, per la qual cosa apareix amb un aspecte oblong quan es veu des de la Terra a causa de l'escorç. Més de 200 quilòmetres a l'est de Eichstadt s'hi troben els cràters Darwin i Lamarck, amb Krasnov al sud.
La vora d'aquest cràter està ben definida i forma un cercle una mica desigual. Mostra lleugers sortints cap a l'exterior en el perímetre dels costats sud-sud-est, sud-oest, i nord. Conté algunes terrasses al llarg de la paret interior, producte de l'enfonsament de la part superior de la vora del brocal. A la part central del sòl interior es localitza un conjunt de crestes escarpades de baixa altura.

## Cràters satèl·lit
Per convenció, aquests elements són identificats als mapes lunars posant la lletra al costat del punt mitjà del cràter que està més prop d'Eichstadt.
|           | \| Eichstadt \| Coordenades \| Diàmetre \| \| --------- \| ------------------------------------ \| -------- \| \| C \| 21° 42′ S, 76° 42′ O / 21.7°S,76.7°O \| 15 km \| \| D \| 23° 30′ S, 76° 00′ O / 23.5°S,76.0°O \| 7 km \| \| E \| 23° 54′ S, 78° 18′ O / 23.9°S,78.3°O \| 18 km \| \| G \| 22° 24′ S, 80° 42′ O / 22.4°S,80.7°O \| 11 km \| \| H \| 19° 00′ S, 79° 54′ O / 19.0°S,79.9°O \| 11 km \| \| K \| 18° 12′ S, 83° 12′ O / 18.2°S,83.2°O \| 13 km \| |          |
| Eichstadt | Coordenades | Diàmetre |
| C         | 21° 42′ S, 76° 42′ O / 21.7°S,76.7°O | 15 km    |
| D         | 23° 30′ S, 76° 00′ O / 23.5°S,76.0°O | 7 km     |
| E         | 23° 54′ S, 78° 18′ O / 23.9°S,78.3°O | 18 km    |
| G         | 22° 24′ S, 80° 42′ O / 22.4°S,80.7°O | 11 km    |
| H         | 19° 00′ S, 79° 54′ O / 19.0°S,79.9°O | 11 km    |
| K         | 18° 12′ S, 83° 12′ O / 18.2°S,83.2°O | 13 km    |